# East Village
L'East Village è un quartiere della "circoscrizione" (o "distretto", in inglese borough) di Manhattan, a New York, una parte della zona che tradizionalmente è conosciuta come Lower East Side. È delimitato a nord dalla 14º Strada o 14th Street, da Houston Street a sud, dall'East River ad est e, all'incirca, dalla Bowery e dalla Terza Avenue o Third Avenue ad ovest. I quartieri con cui confina sono il Greenwich Village, NoHo, Stuyvesant Town e il Lower East Side. La zona nota come Alphabet City (precedentemente Little Germany), così chiamata perché ogni via comincia con una lettera dell'alfabeto, fa parte dell'East Village.
Alcuni consideravano e talvolta tuttora considerano il quartiere come parte del Lower East Side. Negli anni ottanta le agenzie immobiliari cominciarono a promuovere il nome East Village per distogliere l'attenzione degli acquirenti dalla pessima fama di cui godeva il Lower East Side, ricollegandosi al più quotato Greenwich Village. Parecchie persone acquistarono dunque casa nell'East Village ritenendolo parte del Greenwich Village e il quartiere si rinnovò grazie alle nuove classi sociali che presero a popolare l'area riqualificata. A tutt'oggi la zona è molto tranquilla, nonostante la vicinanza dell'Avenue C, ancor oggi non molto ben frequentata.
Da sempre centro culturale anti sviluppo cementizio, la zona è popolata da artisti di varie discipline e conserva tutt'oggi un'atmosfera e un'urbanistica anni settanta. Da qui continuano a partire manifestazioni ambientaliste di vario genere. Il quartiere è ricco di boutique alternative e di ottimi ristoranti, arrivati negli ultimi anni.

## Trasporti
Il quartiere è servito dalla metropolitana di New York attraverso le stazioni di Second Avenue (linea IND Sixth Avenue, treni F), Astor Place (linea IRT Lexington Avenue, treni 6), First Avenue e Third Avenue (linea BMT Canarsie, treni L).